# Comando de Transporte de Estados Unidos

Emblema del Comando de Transporte

El Comando de Transporte de Estados Unidos (abreviado como USTRANSCOM) es uno de 9 comandos unificados en el Departamento de Defensa de Estados Unidos. Fundado en 1987 y con sede en la Base Aérea Scott en Illinois, maneja el sistema global de transporte de defensa de Estados Unidos.
El comando tiene la misión de proveer transporte aéreo, terrestre y marítimo para el Departamento de Defensa para permitirle a Estados Unidos desplegar sus fuerzas en tiempos de guerra y paz en cualquier parte del mundo por el tiempo que sean requeridas.